# 첼시 로스
첼시 로스(Chelcie Ross, 영어 발음: /ˈtʃɛlsɪ/, 1942년 6월 20일 ~ )는 미국의 장교, 배우, 병사이다.
새크라멘토에서 태어났다.

## 출연 작품
- 임퍼펙션스 (2016년)
- 컨슘드 (2015년)
- 앳 애니 프라이스 (2012년) - 바이론 역
- 내 인생의 마지막 변화구 (2012년) - 스미티 역
- 라스트 미션 (2011년) - 빌리 역
- 퍼틀 그라운드 (2010년) - 에이버리 역
- 포모서 비트레이드 (2009년)
- 더 스트립 (2009년)
- 드래그 미 투 헬 (2009년) - 레나드 댈튼 역
- 호스맨 (2009년)
- 더 익스프레스 (2008년)
- A Little Thing Called Murder (2006)
- 엉클 니노 (2003년)
- 매디슨 (2001년)
- 마제스틱 (2001년)
- 기프트 (2000년) - 케네스 킹 역
- 심플 플랜 (1998년) - 칼 젠킨스 보안관 역
- 프라이머리 컬러스 (1998년)
- 이블 페이스 (1996년)
- 체인 리액션 (1996년) - 에드 레퍼티 역
- 리치 리치 (1994년) - 퍼거슨 역
- 루디 이야기 (1993년)
- 흑백 소동 (1993년)
- 분노의 유산 (1992년)
- 시지프스의 비밀 (1992년)
- 원초적 본능 (1992년) - Capt. 탤콧 역
- 엑설런트 어드벤쳐 2 (1991년)
- 마지막 보이 스카웃 (1991년) - 캘빈 베이나드 의원 역
- 롱 워크 홈 (1990년)
- 분노의 선택 (1990년)
- 더 패키지 (1989년)
- 메이저 리그 (1989년) - 에디 해리스 역
- 형사 니코 (1988년)
- 미궁의 살인 사건 (1987, Murder Ordained)
- 언터처블 (1987년)
- 후지어 (1986년) - 조지 역
- 옳은 길 (1981년)

### 텔레비전
- 달라스 (1978년)
- 시카고 코드
- 킹 오브 더 힐 (1997년)
- 매드 맨 3 (2009년) - 코니 역